# Orazio Torriani

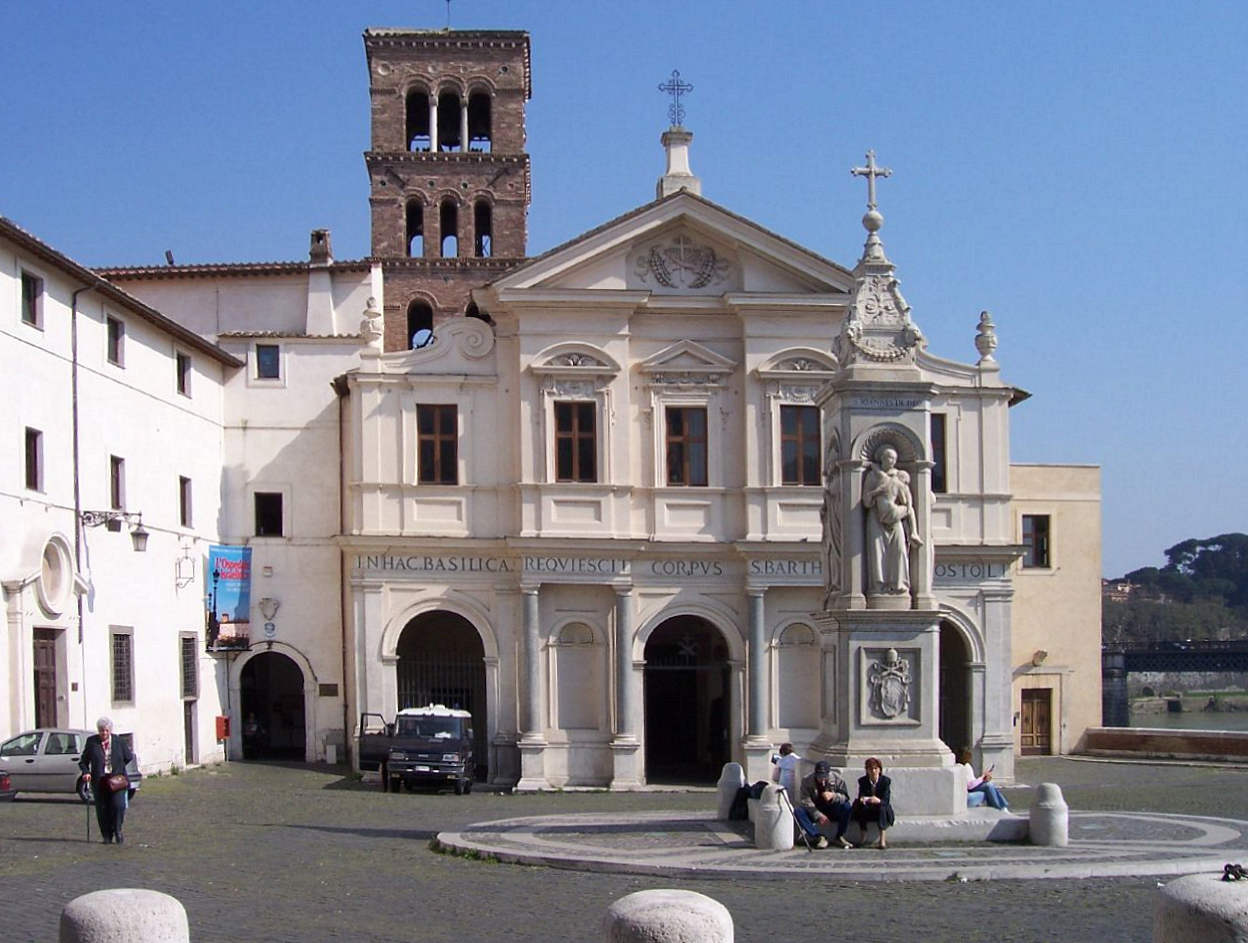
Fachada de Torriani de San Bartolomeo all'Isola

Orazio Torriani (o Torrigiani) ( fl 1602 – 1657) fue un arquitecto y escultor que trabajó en Roma. 

## Carrera
En 1602 Torriani reconstruyó la iglesia de San Lorenzo en Miranda dentro de la cella del Templo de Antonino y Faustina. 
En 1624 construyó la fachada de la antigua basílica de San Bartolomeo all'Isola en la isla del Tíber, una obra encargada por el cardenal Trescio. 
En la iglesia de Santi Domenico e Sisto, ahora la iglesia de la Universidad Pontificia de Santo Tomás de Aquino, Angelicum, la escalera doble y la balaustrada construida en 1654 son aceptadas como trabajos suyos. El pintor estadounidense John Singer Sargent durante una visita a Roma en 1906 hizo una pintura al óleo y varios bocetos a lápiz de esta escalera; y de la balaustrada escribió en 1907: "Hice en Roma un estudio de una magnífica escalera curva y balaustrada, que conducía a una gran fachada que reduciría a un millonario a gusano ... "  La pintura ahora se exhibe en el Museo Ashmolean de la Universidad de Oxford y los bocetos a lápiz están en la colección de la colección de arte de la Universidad de Harvard en el Museo Fogg. Sargent usó después las características arquitectónicas de esta escalera y de la balaustrada en un retrato de Charles William Eliot, presidente de la Universidad de Harvard desde 1869-1909.
En la iglesia de los santos Cosme y Damián, su proyecto encargado por Urbano VIII Barberini y dirigido por Luigi Arrigucci, elevó el piso al nivel actual del Foro de Vespasiano. 

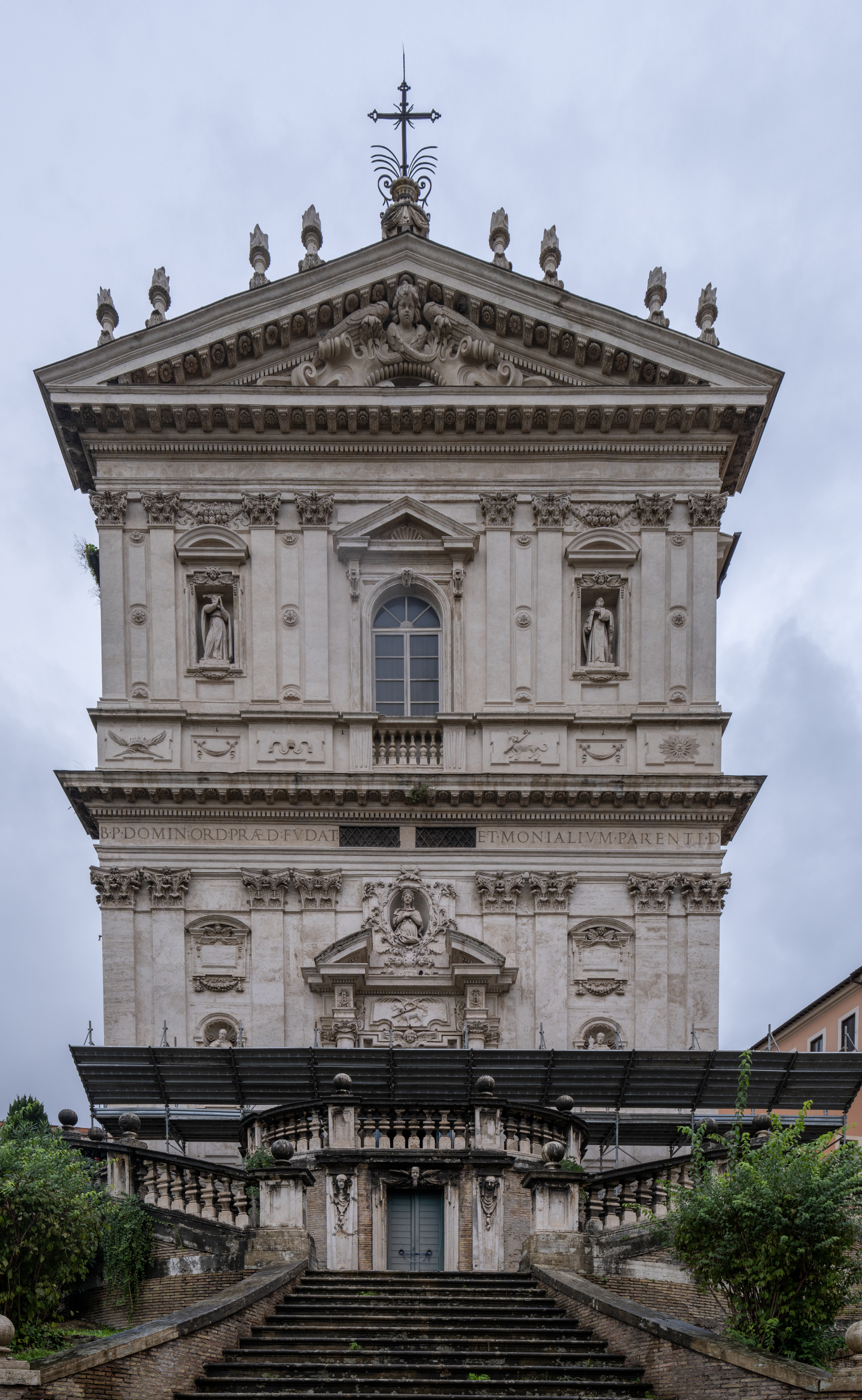
Escalera atribuida a Torriani en la iglesia de los santos Domenico y Sisto

También construyó la iglesia de San Francisco de Paula (1624-1630), y en Trastevere, la de San Calisto. El altar edicular en Sant'Agostino (1627), a menudo atribuido a Bernini, es un trabajo suyo.
En la construcción de la fachada de la iglesia jesuita de San Ignacio, Torriani fue llamado, con Martino Longhi el Joven, para revisar el diseño realizado por el jesuita, Fra Antonio Sasso; encontraron fallos y recomendaron, en vano, que se respetara el diseño original del padre Antonio Grassi . Sus propuestas no incluían contribuciones propias.
Más de treinta dibujos de Torriani se conservan en la Kunstbibliothek de Berlín .
Al igual que todos los proyectistas del Renacimiento y el Barroco, Torriani fue llamado a diseñar construcciones temporales para fiestas y ocasiones. Solo conocemos su tálamo para la procesión en Santa Maria sobre Minerva en la Fiesta del Rosario, el 5 de octubre de 1625, porque fue copiado en un grabado. Era un baldaquino abovedado calado apoyado en columnas salomónicas como las que Bernini tenía previstas para la Basílica de San Pedro. Se conservan más diseños para diferentes ocasiones en la Kunstbibliothek de Berlín. 